# 1631 Kopff
Kopff (asteroide 1631, com a designação provisória 1936 UC) é um asteroide da cintura principal com um diâmetro de 9,66 quilómetros, a 1,7593584 UA. Possui uma excentricidade de 0,2129112 e um período orbital de 1 220,63 dias (3,34 anos).
Kopff tem uma velocidade orbital média de 19,92174765 km/s e uma inclinação de 7,48843º.
Este asteroide foi descoberto em 11 de Outubro de 1936 por Yrjö Väisälä.
O seu nome é uma homenagem ao astrónomo alemão August Kopff. 